# Salcedo (Álava)
Salcedo es un concejo del municipio de Lantarón, en la provincia de Álava, España.

## Localización
Este concejo, como toda la Cuadrilla de Añana, se encuentra en las cercanías de la ciudad de Miranda de Ebro. Se accede a él desde la carretera A-2122, que transcurre paralela al Ebro entre Miranda y Puentelarrá, desviándose de ella y tomando la A-4321 a la altura del Complejo Industrial de Zubillaga, una de las más importantes de la zona.
En dirección a Miranda de Ebro por un camino, a menos de 2 kilómetros, se encuentra el pueblo de Comunión, que, como otros de la zona, hasta hace pocas décadas formaban parte de su municipio.
El pueblo se encuentra en una zona con cierto desnivel, que va desde los 620 a los 903 m., está claramente elevada del entorno por el sur, hacia el Ebro, y con el consiguiente clima frío en invierno. A 250 m.
En el entorno de la localidad se encuentra el lago de Caicedo Yuso o Arreo, aunque accediendo a él mejor desde Caicedo de Yuso si se va a hacer en coche. Sí puede accederse a éste más directamente, si se hace caminando o en bicicleta, atravesando antes el pueblo de Leciñana del Camino.
Las carreteras de esta zona de Álava son muy agradables para el paseo en bicicleta, tanto por su buen estado y ser muy poco transitadas como por su escasa dificultad, con cuestas en general poco pronunciadas o cortas, salvo en algunos puntos concretos.

## Historia
A mediados del siglo XIX, el lugar, por entonces con ayuntamiento propio, tenía contabilizada una población de 164 habitantes. La localidad aparece descrita en el decimotercer volumen del Diccionario geográfico-estadístico-histórico de España y sus posesiones de Ultramar de Pascual Madoz de la siguiente manera:

SALCEDO: l. en la prov. de Alava (á Vitoria 5 leg.), part. jud. de Añana (1 1/2), aud. terr. de Búrgos (18), c. g. de las Provincias Vascongadas, dióc. de Calahorra (19), es cab. del ayunt. y lo forma con las v. de Comunion y Turiso y los l. de Caicedo, Yuso, Leciñana del Camino y Molinilla. sit. en un alto; clima templado; reina el viento N. y se padecen perlesias. Tiene 31 casas; escuela de primera educacion para ambos sexos, frecuentada por 30 ó 32 alumnos y dotada con 23 fan. de trigo; igl. parr. (San Estéban) servida por 2 capellanes puestos al efecto por los canónigos premostratenses de Rujedo y las religiosas cistercienses de Vileña; una ermita (San Pedro), y para surtido de la pobl. una fuente dentro y varias fuera, de aguas comunes. El térm. confina N. Turiso; E. Ribabellosa; S. Comunion, y O. Leciñana. El terreno es de mediana calidad y le cruzan dos arroyos que pasan inmediatos al pueblo. caminos: locales, en estado regular: el correo se recibe de Miranda de Ebro por balijero, los lunes, miércoles y sábados. prod.: trigo, cebada, avena, vino, y varias frutas; cria de ganado vacuno, lanar y mular; caza de liebres, perdices y codornices. pobl.: 24 vec., 164 alm. riqueza y contr.: con su ayunt. (V.).
(Madoz, 1849, p. 686)

## Demografía
| Gráfica de evolución demográfica de Salcedo entre 1842 y 1970 |
| |
| Población de derecho según los censos de población del INE Población de hecho según los censos de población del INEEntre el censo de 1981 y el anterior, este municipio desaparece porque se agrupa en el municipio 01902 (Lantarón) |

| Gráfica de evolución demográfica de Salcedo entre 2000 y 2017 |
|                                                               |
| Población de derecho según los censos de población del INE.   |

## Cultura

### Patrimonio material

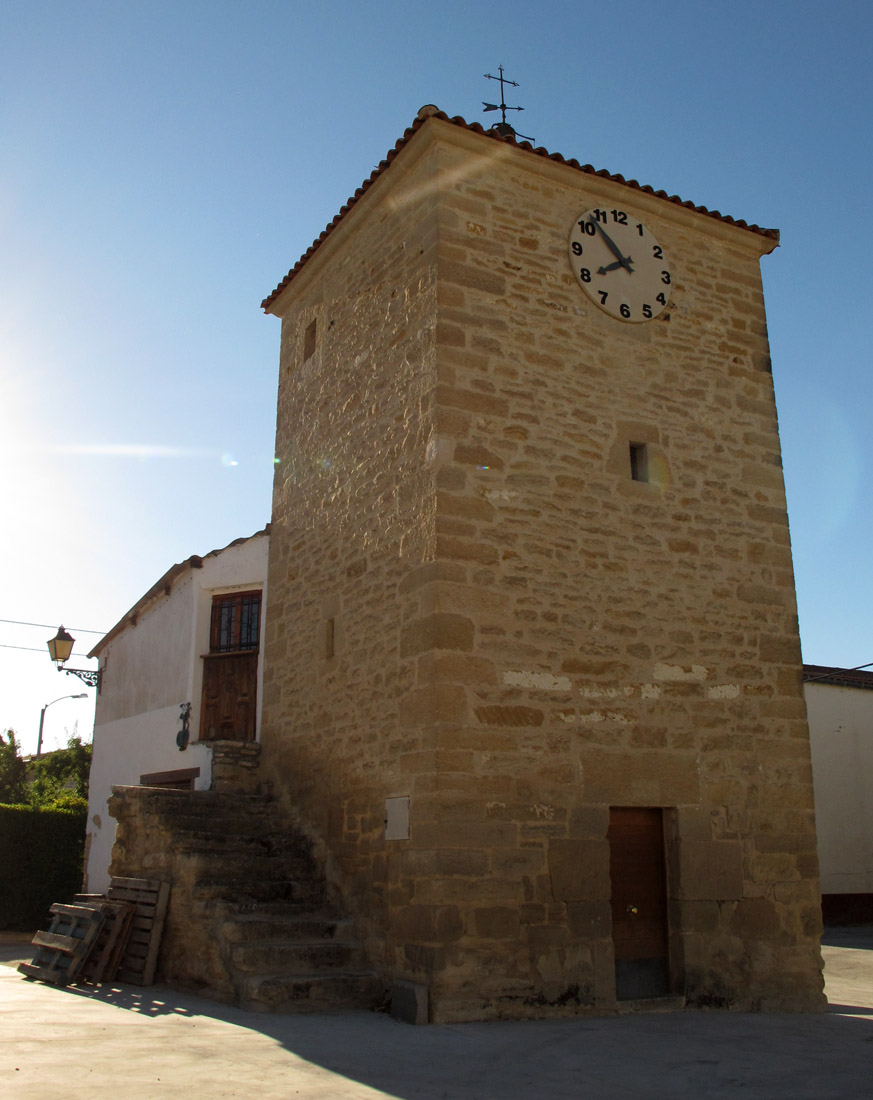
Torre del Reloj del pueblo de Salcedo (Álava)

En el centro del pueblo destacan la torre del reloj y su iglesia parroquial de San Esteban, que contiene restos románicos en algunos elementos. Dentro de la cual se venera a la virgen de Nuestra Señora de Cabriana. Es un curioso caso de combinación del modelo de Virgen Sedes Sapientiae con el de Mater amantissima.
Una leyenda recogida por López de Guereñu, cuenta que llevaban la imagen de la Virgen a Comunión (Álava), pero que ella regresaba a Cabriana, donde fue construida una iglesia por los de Salcedo, que terminaron acogiendo la imagen al desaparecer Cabriana.
En las afueras del pueblo, a 250 m al norte del mismo, se encuentra la ermita de San Pedro adosada al cementerio. Bajo esta ermita pudieran estar los restos medievales del monasterio de San Esteban de Salcedo, dependiente del obispado de Valpuesta, agregándole en  el año 974 a San Millán de la Cogolla y no perdiendo del todo su importancia hasta mediados del XIV.
En la plataforma donde se encuentra la ermita, en el borde de la pendiente que delimita este espacio por el sur, se ve una amplia necrópolis con  sepulturas antropomorfas, o tumba excavada en la roca. También en esta zona, debajo de la roca está la cueva de Los Moros, que forma parte del inventario de cuevas rupestres de Álava.
Al oeste de la ermita se encuentra el dolmen de La Lastra. Este monumento fue descubierto en 1942 por Arbaizar y Medrano, muy deteriorado, y en las inmediaciones, a unos 800 metros está el  dolmen de La Mina. Este realmente se encuentra más cerca de la localidad de Molinilla, pero en un estado de conservación notablemente mejor.
Desde la ermita de San Pedro, el poblado fortificado de la Edad del Hierro, conocido como Olivan, se localiza 800 metros más adelante por una pista forestal, en un espolón aterrazado junto a una vía de comunicación antigua. Hoy no existe más que algunas terrazas artificiales como única evidencia física, ya que la explotación agrícola lo ha borrado todo.

### Patrimonio inmaterial
La fiesta más singular de Salcedo es su carnaval tradicional, recuperado a finales del siglo XX, tras décadas de abandono, gracias a los relatos dejados al respecto por Felipe Arredondo en el año 1922, describiendo detalladamente cómo se desarrollaba esta fiesta y qué personajes intervienen en ella.

En 1983 se pusieron los primeros cimientos de su recuperación. Desde 1991, en Salcedo ya se ha convertido en tradición la canción  de "Porretero" que año tras año cantan los vecinos del pueblo  al son de la música, mientras celebran su fiesta de carnaval. Esta canción fue creada por el músico galardonado con el Celedón de Oro de 1991, José María Bastida, "Txapi", en esos años.

Aquí estamos en Salcedo
disfrutando el carnaval
olvidando nuestras penas
y brindando la amistad
Sacamos al Porretero
a la calle a pasear
a cargarle nuestros males
que en el fuego quemará.
Como no salude bien
Porretero al carnaval
recibirá tantos palos
que lo pasará muy mal